# Liste der Kulturdenkmale in Grimma

Denkmalplakette

Diese Liste der Kulturdenkmale in Grimma enthält die Auflistung der Teillisten der Kulturdenkmale in der Stadt und Gemeinde Grimma.
Diese Übersichts-Liste ist eine Teilliste der Liste der Kulturdenkmale im Landkreis Leipzig und damit auch eine Teilliste der Liste der Kulturdenkmale in Sachsen. Zur Stadt und der Gemeinde Grimma gehören derzeit 13 Ortschaften mit insgesamt 64 Ortsteilen (wobei nicht in allen Ortsteilen eingetragene Kulturdenkmale verzeichnet sind), in die die Listen aufgrund der großen Anzahl von Kulturdenkmalen entsprechend aufgeteilt sind:
| Ortsteil       | Liste der Kulturdenkmale in ... (Ortsteil) | Bilder |
| -------------- | ------------------------------------------ | ------ |
| Grimma         | Grimma (A-La)                              |        |
| Grimma         | Grimma (Le-Z)                              |        |
| Bahren         | Bahren                                     |        |
| Beiersdorf     | Beiersdorf                                 |        |
| Bernbruch      | Bernbruch                                  |        |
| Böhlen         | Böhlen                                     |        |
| Bröhsen        | Bröhsen                                    | -      |
| Cannewitz      | Cannewitz                                  |        |
| Deditz         | Deditz                                     |        |
| Denkwitz       | Denkwitz                                   | -      |
| Döben          | Döben                                      |        |
| Dorna          | Dorna                                      | -      |
| Draschwitz     | Draschwitz                                 | -      |
| Dürrweitzschen | Dürrweitzschen                             |        |
| Förstgen       | Förstgen                                   | -      |
| Frauendorf     | Frauendorf                                 | -      |
| Fremdiswalde   | Fremdiswalde                               |        |
| Gastewitz      | Gastewitz                                  | -      |
| Gaudichsroda   | Gaudichsroda                               |        |
| Göttwitz       | Göttwitz                                   |        |
| Golzern        | Golzern                                    |        |
| Grechwitz      | Grechwitz                                  | -      |
| Großbardau     | Großbardau                                 |        |
| Großbothen     | Großbothen                                 |        |
| Grottewitz     | Grottewitz                                 | -      |
| Haubitz        | Haubitz                                    |        |
| Höfgen         | Höfgen                                     |        |
| Jeesewitz      | Jeesewitz                                  | -      |
| Kaditzsch      | Kaditzsch                                  |        |
| Keiselwitz     | Keiselwitz                                 |        |
| Kleinbardau    | Kleinbardau                                |        |
| Kleinbothen    | Kleinbothen                                |        |
| Kössern        | Kössern                                    |        |
| Kuckeland      | Kuckeland                                  | -      |
| Leipnitz       | Leipnitz                                   |        |
| Löbschütz      | Löbschütz                                  | -      |
| Motterwitz     | Motterwitz                                 |        |
| Muschau        | Muschau                                    | -      |
| Mutzschen      | Mutzschen                                  |        |
| Nauberg        | Nauberg                                    |        |
| Naundorf       | Naundorf                                   | -      |
| Nerchau        | Nerchau                                    |        |
| Neunitz        | Neunitz                                    | -      |
| Ostrau         | Ostrau                                     | -      |
| Pöhsig         | Pöhsig                                     | -      |
| Poischwitz     | Poischwitz                                 | -      |
| Prösitz        | Prösitz                                    |        |
| Ragewitz       | Ragewitz                                   |        |
| Roda           | Roda                                       | -      |
| Schaddel       | Schaddel                                   |        |
| Schkortitz     | Schkortitz                                 |        |
| Schmorditz     | Schmorditz                                 | -      |
| Seidewitz      | Seidewitz                                  | -      |
| Serka          | Serka                                      | -      |
| Wagelwitz      | Wagelwitz                                  | -      |
| Wetteritz      | Wetteritz                                  |        |
| Würschwitz     | Würschwitz                                 | -      |
| Zaschwitz      | Zaschwitz                                  | -      |
| Zeunitz        | Zeunitz                                    |        |
| Zschoppach     | Zschoppach                                 |        |